# Pennisetum qianningense
Pennisetum qianningense är en gräsart som beskrevs av S.L.Zhong. Pennisetum qianningense ingår i släktet borstgräs, och familjen gräs. Inga underarter finns listade i Catalogue of Life.